# オランダ領アンティル

オランダ領アンティル
Nederlandse Antillen (オランダ語)
Antias Hulandes (フランス語)
Netherlands Antilles (英語)

国の標語: Libertate unanimus（ラテン語）
自由によって結束される国歌: Wilhelmus van Nassouwe（オランダ語）
ヴィルヘルムス・ファン・ナッソウエ（1954年 - 1964年）

Tera di Solo y suave biento（1964年 - 2000年）

Anthem without a title（英語）
題名のない賛歌（2000年 - 2010年）

オランダ領アンティルの位置
橙 - アルバ（1986年離脱）
 青 - キュラソー 
 赤 - シント・マールテン 
 緑 - BES諸島

| 先代                   | 次代                                                                                |
| ---------------------- | ----------------------------------------------------------------------------------- |
| キュラソー島および属島 | アルバ ボネール島 キュラソー島 サバ島 シント・マールテン シント・ユースタティウス島 |
オランダ領アンティル（オランダりょうアンティル、オランダ語: Nederlandse Antillen [ˈneːdərlɑntsə ʔɑnˈtɪlə(n)] ( 音声ファイル)、パピアメント語: Antias Hulandes、英語: Netherlands Antilles）は、かつてカリブ海の小アンティル諸島にあってオランダ王国を構成していた自治領である。2地域に分かれて6つの島が属していたが、1986年にアルバが単独の自治領として分離。ほかの5島でも離脱を求める声が大きくなり、2010年に解体された。5島のうちキュラソー島とシント・マールテン島は単独の自治領となり、残る3島（BES諸島）はオランダ本国に編入された。

## 地理
1954年の結成当時、オランダ領アンティルは全部で6島（島は県に相当する自治体でもある）からなっていた。6島は、ベネズエラ北西沖に3島、リーワード諸島に3島と、約800km離れた2つの地域に分かれており、それぞれ頭文字をとってABC諸島・SSS諸島と通称されている。
- ABC諸島（ベネズエラ沖）
  - アルバ（Aruba） - 1986年離脱
  - ボネール島（Bonaire）
  - キュラソー島（Curaçao）
- SSS諸島（リーワード諸島）
  - シント・マールテン島（Sint Maarten）
  - シント・ユースタティウス島（Sint Eustatius）
  - サバ島（Saba）

オランダ領アンティルの主都は、ABC諸島に属するキュラソー島（クラサオ島）のウィレムスタットであった。ウィレムスタットは大航海時代以来カリブ海地域におけるオランダの拠点であり、港と中心市街は1997年世界遺産に登録されている。
SSS諸島にあるシント・マールテン島（英語名：セント・マーチン島）は小さな島ながら中央に国境線が走るユニークな島として知られている。この島は南部のみがオランダ領であり、北部はフランス領サン・マルタンである。

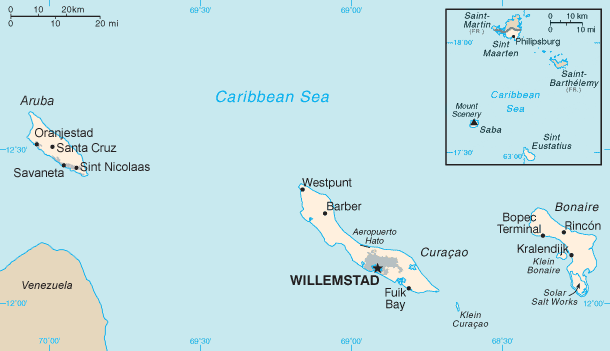
オランダ領アンティルの島々（1986年のアルバ離脱以前）

## 歴史

### 前史

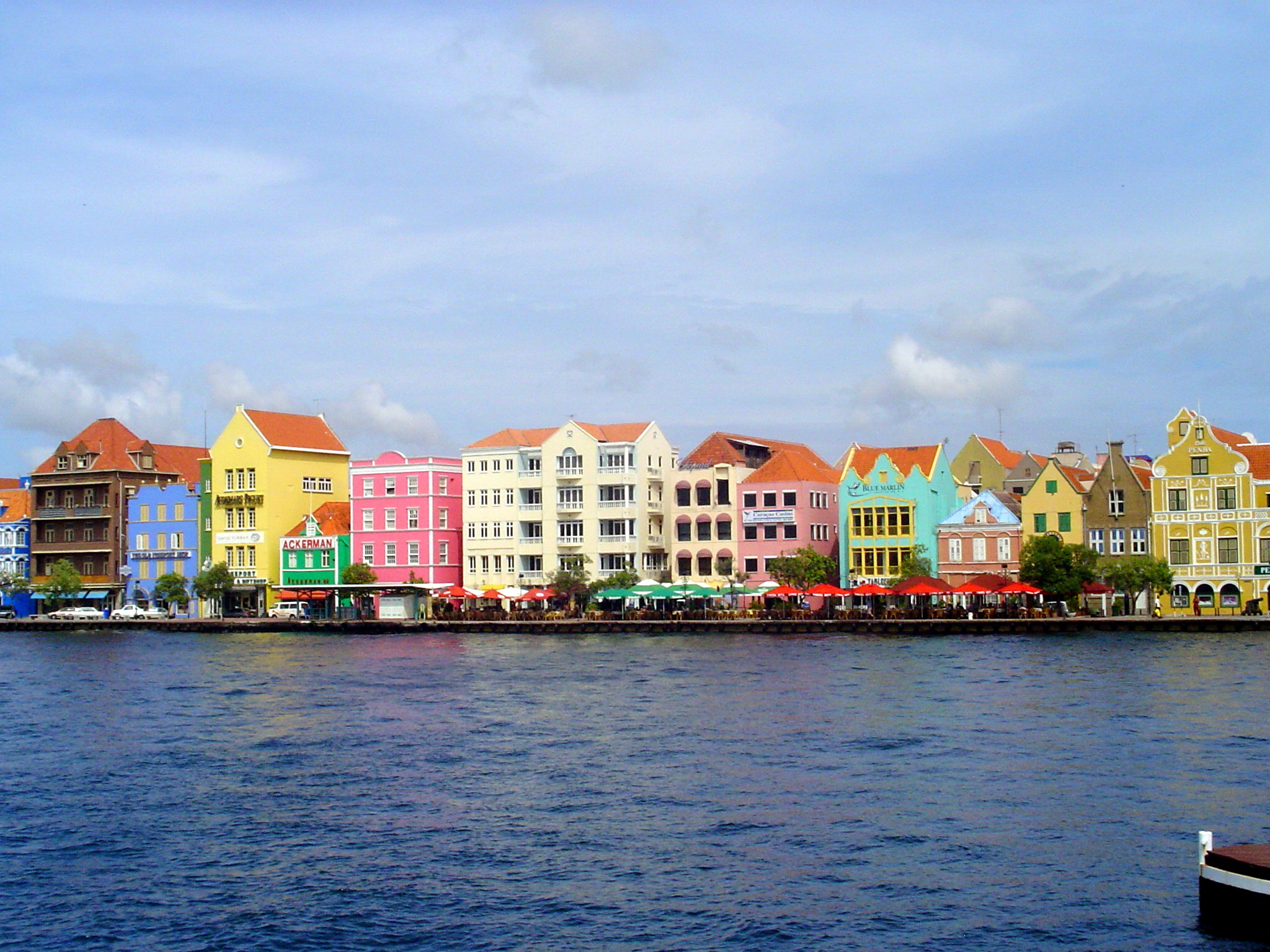
キュラソー島・ウィレムスタットの町並み

カリブ海に位置するこれらの島々は、15世紀末にスペインの支援を受けたヨーロッパの航海者によって「発見」された。SSS諸島が属するリーワード諸島へは1493年、クリストファー・コロンブスが第2回の航海で到達。ABC諸島は1499年スペイン人アロンソ・デ・オヘーダとイタリア人アメリゴ・ヴェスプッチによって発見された。しかし、スペイン人たちはこれらの島々に強い関心を示さず、リーワード諸島にわずかな植民を行っただけであった。
17世紀、これらの島々はオランダ西インド会社が占領することとなり、軍事拠点・交易拠点として利用された。18世紀後半には、シント・ユースタティウス島はカリブ海北部で最も繁栄した島として知られるようになり、「黄金の岩」（the Golden Rock）と謳われるようになった。一方でキュラソーとシント・ユースタティウスは、奴隷貿易の島でもあった。
カリブ海の島々の領有権をめぐってはオランダ・イギリス・フランスが激しく争ったが、1814年のロンドン条約でイギリスと、1815年のパリ条約でフランスとの間に領土が確定した。
1815年以降、オランダはABC諸島を「キュラソー島および属島」 (Curaçao and Dependencies) （以下、キュラソー植民地）、SSS諸島を「シント・ユースタティウス島および属島」（以下、シント・ユースタティウス植民地）として治めた。1828年、コストの面から両植民地は廃止され、ギアナ植民地（現在のスリナム）とともに単一の「西インド植民地」として編成された。
1845年、西インド植民地は分割され、ギアナ植民地とキュラソー植民地が再設置された。このときシント・ユースタティウス植民地は再設置されず、キュラソー植民地の一部に収められることになった。1863年に奴隷制が廃止された。1865年にはキュラソー行政法が制定され、限られた自治が認められるようになった。1936年に行政法は憲法によって置き換えられたが、政府の改変は表面的なものにとどまり、キュラソー植民地は依然として植民地として支配された。

### 「オランダ領アンティル」の発足
第二次世界大戦中、オランダ本国はドイツの占領下に置かれ、王室と政府は亡命した。1942年の演説で、ウィルヘルミナ女王はオランダの海外領土に自治の拡大を約束した。また、キュラソー植民地の島々はオランダ政府の同意の下でアメリカ・イギリスによって占領されたが、このことは自治を求める声を高めることとなった。
1948年5月、キュラソー植民地のための新たな憲法が発布され、この領域の名称は「オランダ領アンティル」（以下、アンティル）に改められた。これによりアンティルには1922年のオランダの憲法 (Constitution of the Netherlands) が認める範囲内で最大の自治が認められることになった。普通選挙権が認められたのもこのときである。1948年にオランダの憲法は改正されるが、アンティルの暫定憲法は1951年2月に制定された。1951年3月3日、オランダ領アンティル島嶼法（Eilandenregeling Nederlandse Antillen、略称ERNA）が女王の裁可を受けて制定され、アンティルに含まれる島々に大きな自治が与えられた。この法はその後改定を繰り返しながら、2010年の解体まで存続することになる。
1954年12月15日、オランダ王国憲章が改正され、オランダ本国とギアナ、アンティルは、オランダ王国 (Kingdom of the Netherlands) を構成する対等のパートナーであるとされた。
- オランダ王国
  - オランダ本国
  - オランダ領アンティル
    - キュラソー、アルバ、ボネール、シント・マールテン、シント・ユースタティウス、サバ

  - オランダ領ギアナ - 1975年、スリナムとして完全独立

国連はこれによって非植民地化が完全なものになったとして、非自治地域リストからアンティルを外した。

### アルバの離脱以後
1986年1月1日、アルバ島はアンティルから離脱して単独のオランダ自治領となった。
- オランダ王国
  - オランダ本国
  - オランダ領アンティル
    - キュラソー、ボネール、シント・マールテン、シント・ユースタティウス、サバ

  - アルバ

アンティルには5島が残ることとなったが、これらの島々でも「離脱」を求めて住民投票が行われることとなる。1993年から1994年の間に行われた投票では5島とも現状維持の方を選んだが、各島の経済格差などから分離を求める声も大きくなっていた。
アンティル解体を求めた連立党派は、1993年に「アンティル再構築のための党」 (Party for the Restructured Antilles) として結集する。この党は2002年に政権の座に就き、与党としてアンティルの解体のために尽力することになる。

### 解体
2000年に行われた住民投票では、キュラソー島、ボネール島、シント・マールテン、サバ島の4島は現状維持の不支持を選択、シント・ユースタティウス島だけが現状維持を支持するという結果となった。
2004年10月、オランダとアンティルの合同委員会は話し合いの結果、アンティルの解体を宣言した。各島の経済格差などが理由である。2007年に行われた住民投票により、シント・ユースタティウス島以外の4島がアンティルの解体に賛成し、アルバ島のように独自のオランダ自治領になるとの票が多数を占めた。
2008年12月15日の円卓会議の結果、アンティルの解体が決定され、2010年10月10日に解体が実施されるというスケジュールがオランダ議会で承認された。
2010年10月10日、アンティルは解体された。キュラソー島とシント・マールテンは単独の自治領となり、オランダ王国の構成国（オランダ本国、アルバと対等な関係を持つ）となった。残るボネール島、シント・ユースタティウス島、サバ島の3島（BES諸島）は、オランダ本国に編入され、基礎自治体（ヘメーンテ）相当の特別自治体の地位が与えられた。これにより、オランダ王国は以下のような構成をとることとなった。
- オランダ王国  (Kingdom of the Netherlands) 
  - オランダ本国  (Netherlands) 
    - （ヨーロッパ・オランダ）
    - （BES諸島）
      - ボネール、シント・ユースタティウス、サバ

  - アルバ
  - キュラソー
  - シント・マールテン

ただし、オランダ本国に組み込まれる3島がEUの領域に組み込まれるのは、次のステップとなった。

## 政治

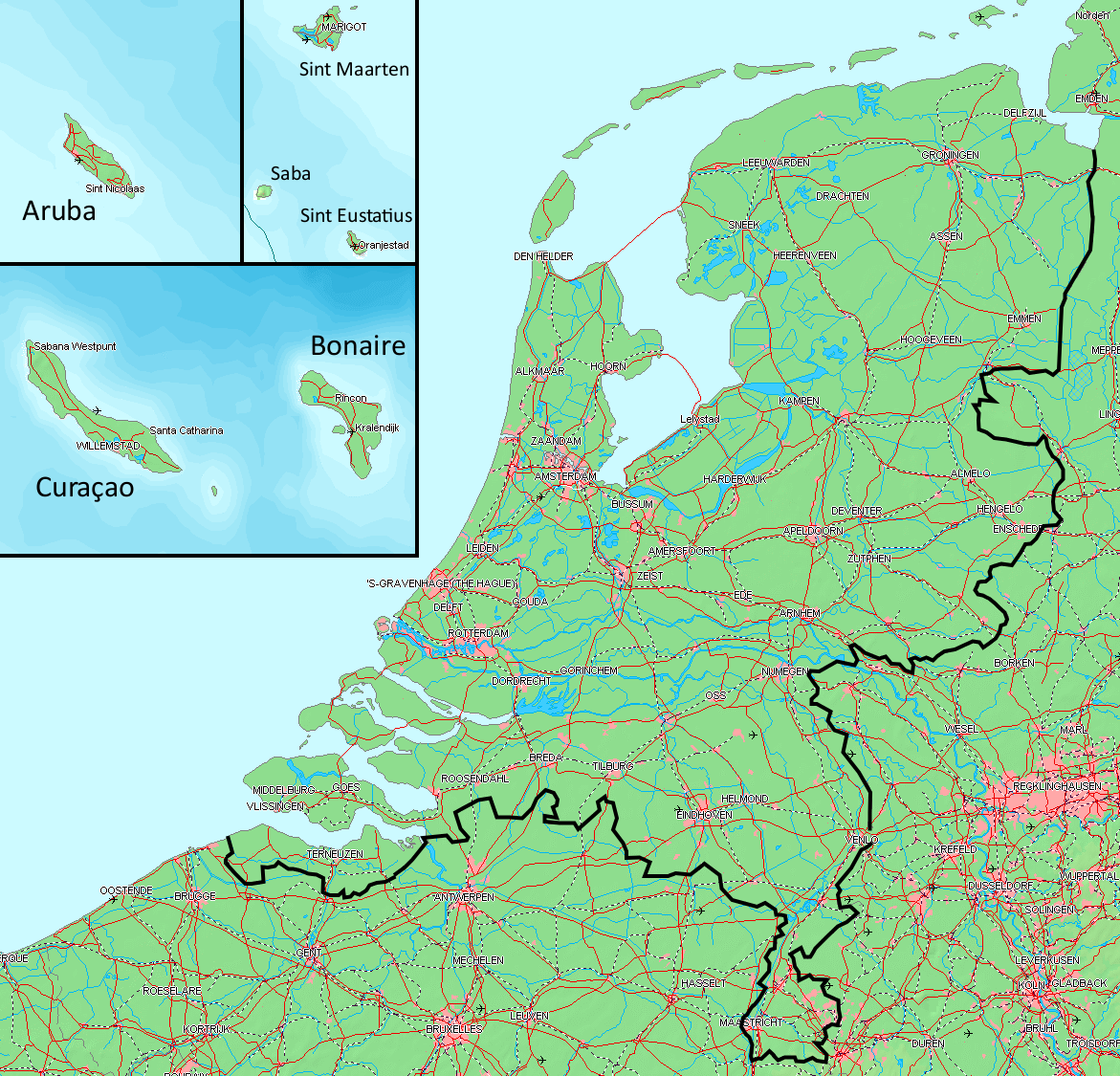
同縮尺でのオランダ本土とオランダ海外領の島々

元首はオランダ国王であり、その代理として総督が置かれていた。知事は自治政府の代表であり、閣議を開催する他、行政府を取り仕切っていた。議会はオランダ領アンティル全体のもの（州議会）の他、各島にも地方議会（県議会）がある。
オランダはEU加盟国ではあるが、オランダ領アンティルはアルバと共にEUの海外領域でありEU法は適用されていなかった。この地位を、EU法が適用される外部地域へ格上げしようとする動きがあったが、ローマ条約にはそのための規定がなかったため、リスボン条約発効以降に先送りされていた。
ベネズエラとの間に領海問題を抱えていた。

## 経済
主産業は主にラム酒。キュラソー島は、オレンジのリキュールであるキュラソー発祥の地としても知られている。
この他、観光産業やオフショア金融が盛んである。

## 交通
- ハト国際空港、キュラソー島。
- レイナ・ベアトリクス国際空港、アルバ島。
- フラミンゴ空港、ボネール島。
- プリンセス・ジュリアナ国際空港、シント・マールテン島。
- F・D・ルーズベルト飛行場、シント・ユースタティウス島。
- ファンチョ・E・ヨラウスクィン飛行場、サバ島。

## 住民
混血のムラートが84%を占め、残りはヨーロッパ系白人などである。
キュラソー島とボネール島ではオランダ語やスペイン語が混ざり合ったパピアメント語を話し、スペイン語も通じる。シント・マールテン島はオランダ語を母体にしたクレオール語。シント・ユースタティウス島では英語も話す。2007年よりオランダ語にくわえ、話者数が多いパピアメント語、英語も公用語となった。
宗教はカトリックが87%を占め、残りはプロテスタントである。